# 4134-es mellékút (Magyarország)
A 4134-es számú mellékút egy körülbelül 4,5 kilométer hosszú, négy számjegyű országos közút Szabolcs-Szatmár-Bereg vármegye keleti részén; Nemesborzova és Nagyszekeres településeket köti össze.

## Nyomvonala
Nemesborzova északkeleti határszélén ágazik ki a 4132-es útból, annak 2+750 kilométerszelvénye közelében, délnyugat felé. Szinte azonnal belép a község lakott területei közé, ahol a Fő utca nevet viseli. Még az első kilométerének elérése előtt el is hagyja a települést, 1,7 kilométer után pedig átlép Nagyszekeres területére. Majdnem pontosan egy kilométerrel arrébb keresztezi a Nyíregyháza–Mátészalka–Zajta-vasútvonal vágányait, Nagyszekeres vasútállomás térségének délkeleti szélénél, majd kiágazik belőle a megállóhelyet kiszolgáló 41 332-es számú mellékút.
Innentől már Vasút utca néven húzódik a község mezőgazdasági és ipari létesítményei között, majd a 3. kilométerét elhagyva rövidesen be is lép a belterületre. 3,7 kilométer után, egy közel derékszögű irányváltással délkeletnek fordul, így ér véget a település központjában, beletorkollva a 4133-as útba, ott, ahol az épp 2,5 kilométer teljesítésén van túl Zsarolyán és Fülesd között.
Teljes hossza, az országos közutak térképes nyilvántartását szolgáló kira.gov.hu adatbázisa szerint 4,483 kilométer.

## Települések az út mentén
- Nemesborzova
- Nagyszekeres